# Иаков (Макарчук)
Архиепископ Иа́ков (укр. Яків, в миру Яросла́в Ива́нович Макарчу́к; 20 июня 1952, Берёзовка, Львовская область) — епископ Православной церкви Украины (с 2019).
Ранее — епископ Украинской православной церкви Киевского патриархата, архиепископ Дрогобычский и Самборский.
В 1998—2004 годы был епископом УАПЦ.

## Биография
С 1959 по 1967 годы учился в средней школе. В 1967 году поступил на учёбу в среднее профессионально-техническое училище города Добротвор Львовской области, в том же году перевёлся на учёбу в строительный техникум посёлка городского типа Зеленодольск Днепропетровской области при Криворожской ГРЭС-2, который закончил в 1970 году, откуда был призван на срочную службу в армию.
После демобилизации в 1972 году работал на Львовском танковом заводе испытателем танков.
С 1974 по 1976 учился в Таллинской мореходной школе. Ходил в море на кораблях «Эстрыбпром» (Таллин).
В 1979 году уволен по собственному желанию и переехал в Киев, позже работал начальником смены на Львовском электроламповом заводе.
В 1987 году поступил в Ленинградской духовной семинарии Русской православной церкви.
В 1989 году епископом Тихвинским Проклом (Хазовым), викарием Ленинградской епархии, был рукоположен в сан диакона, 27 мая 1990 года — во священника.
В 1990 году окончил Ленинградскую духовную семинарию и поступил в Ленинградскую духовную академию на заочное отделение.
В том же году был зачислен в клир Львовской епархии, служение совершал в Спасо-Преображенском храме города Львова.
В том же году, перешел во Львовскую епархию УАПЦ, и был назначен на должность настоятеля храма Святого Преображения Господня города Львова.
8 ноября 1998 года рукоположён в сан епископа Черкасского. Хиротонию совершили патриарх Киевский и всея Украины Димитрий (Ярема), архиепископ Винницкий и Брацлавский Роман (Балащук) и архиепископ Харьковский и Полтавский Игорь (Исиченко).
В 1999 году назначен председателем Отдела по душепастырству в Вооружённых Силах и МВД Украины.
На Поместном Соборе УАПЦ 2000 избран Председателем Контрольно-ревизионной комиссии УАПЦ.
31 марта 2004 года подал прошение о принятии в другую неканоническую юрисдикцию — Украинскую православную церковь Киевского Патриархата. 16 июля того же года Священный Синод УПЦ Киевского Патриархата принял его в свою юрисдикцию и назначил епископом Одесским и Балтским.
10 мая 2008 года украинские СМИ сообщили об избиении епископом Иаковом одесского священника из УАПЦ протоиерея Ярослава Бугринца, пытавшегося силой, вместе с нанятыми «титушками» из партии «Братство» Дмитрия Корчинского захватить Храм принадлежащий УПЦ КП, для передачи его РПЦЗ(А). В те же года служения, Епископ Иаков  смог вернуть Киевскому Патриархату три Храма ранее захваченных  РПЦ(з) и отбить  попытки захватить кафедральный собор УПЦ Киевского патриархата в Одессе.
23 января 2012 года указом патриарха Филарета (Денисенко) возведён в сан архиепископа.
8 марта 2013 года решением Синода УПЦ КП назначен епископом Дрогобычским и Самборским.
15 декабря 2018 года вместе со всеми другими архиереями УПЦ КП принял участие в объединительном соборе в храме Святой Софии.